# میدان باغ‌شاه (نقاشی)
 میدان باغ‌شاه نقاشی رنگ روغن اثر کمال‌الملک است. این اثر بر روی کرباس و در سال ۱۲۶۷ خورشیدی کشیده شده است.
نقاشی، منظره‌ای از میدان باغشاه را نشان می‌دهد که تندیس ناصرالدین شاه سوار بر اسب، در میان آن است.